# Тюссо, Мария
Анна Мария Тюссо́ (фр. Anna Maria Tussaud, при рождении Гросхольц, нем. Grosholtz; 12 декабря 1761, Страсбург — 18 апреля 1850, Лондон) — французский скульптор, длительное время проживавшая в Великобритании. Основательница известного музея восковых фигур мадам Тюссо в Лондоне.

## Биография

### Ранние годы жизни
Мария родилась под именем Мари Гросхольц (нем. Marie Grosholtz) в семье эльзасского офицера Йозефа Гросхольца и швейцарки Анны-Марии Вальтер. Её отец погиб в Семилетней войне незадолго до рождения Мари; после его смерти мать с детьми переехала в Берн и начала работать экономкой у доктора Филиппа Вильгельма Куртиуса (1741—1794). Куртиус делал анатомические модели из воска, позже занялся изготовлением восковых фигур-портретов. В 1765 году Куртиус переехал в Париж и основал там свою мастерскую. Мари вместе с матерью переехали к нему в 1767 году — мать продолжила работать экономкой, а Мари начала учиться искусству создания восковых скульптур.
В Париже Куртиус создал несколько восковых фигур, одной из которых было изображение фаворитки Людовика XV мадам Дюбарри (шаблон скульптуры Дюббари до сих пор хранится в лондонском музее восковых фигур мадам Тюссо). Эта и другие скульптуры сделали  доктора популярным в Париже, особенно после первой выставки 1770 года в Пале-Рояль. Это позволило ему впоследствии открыть выставки в других известных местах Парижа.
Куртиус научил Мари искусству создания восковых скульптур, у неё рано проявился талант к воссозданию образов известных людей того времени. Мари создала скульптуры таких известных личностей, как Вольтер, Жан-Жак Руссо, Бенджамин Франклин. Со временем её начали приглашать выполнять модели членов королевской семьи. Отношения Мари с членами королевской семьи были настолько хороши, что её даже пригласили переселиться в Версаль, где она преподавала искусство, в частности, сестре короля Людовика XVI.

### Французская революция
Восковые фигуры Куртиуса сыграли небольшую роль в Великой Французской революции. За два дня до ее начала, 12 июля 1789 года, во время стихийной демонстрации против политики короля протестующие пронесли по улицам Парижа восковые бюсты герцога Орлеанского и незадолго до этого отправленного в отставку министра финансов Жака Неккера. 
После падения монархии Мари была арестована как одна из представительниц прошлого режима и сочувствующих ему. В тюрьме она познакомилась с Жозефиной Богарне, будущей женой Наполеона Бонапарта. Во период террора её приговорили к смерти на гильотине и не казнили только потому, что после смерти Марата её пригласили сделать посмертную маску революционера и его убийцы. Впоследствии она сделала посмертные маски Марии-Антуанетты, Робеспьера и многих других.
Освободившись, Мари вернулась в мастерскую Куртиуса. После его смерти в 1794 году, молодой женщине по завещанию достались и эта мастерская, и коллекция скульптур. В 1795 году Мари вышла замуж за инженера Франсуа Тюссо, в браке у них родилось два сына — Жозеф и Франсуа. Коллекция фигур Мари росла и пользовалась большой популярностью парижан, однако в это время её муж стал злоупотреблять алкоголем и проигрывать в карты почти всё, что Мари зарабатывала своими работами.

### Жизнь в Великобритании
В 1802 году был заключен Амьенский мир. Решив воспользоваться этой возможностью, Мари оставила непутевого мужа и отправилась в турне по Великобритании, взяв с собой свою коллекцию и старшего сына, четырёхлетнего Жозефа. Год спустя отношения между странами ухудшились, мадам Тюссо не смогла вернуться во Францию и продолжила путешествовать по Великобритании и Ирландии. После падения Наполеона её младший сын Франсуа присоединился к ней, и в 1835 году она оборудовала свою первую постоянную выставку на Бейкер-стрит, что стало началом её известного музея. Некоторые из ранних скульптур были разрушены, но их вновь восстановили благодаря шаблонам, которые Мари хранила. В 1842 году она выполнила скульптурный автопортрет, который до сих пор выставляется в её музее. 
18 апреля 1850 года в возрасте 88 лет Мари Тюссо скончалась в Лондоне. Её музей стал одной из достопримечательностей Лондона с филиалами в Амстердаме, Гонконге, Лас-Вегасе, Нью-Йорке, Вашингтоне, Токио и ряде других городов.

## Наследие
Двое детей Марии Тюссо имели многочисленное потомство. Её прямые потомки по линии старшего сына длительное время принимали активное участие в развитии коллекции музея Мадам Тюссо.